# مطقة الخرزة
منطقة الخرزة هي إحدى القرى التابعة لدائرة سيدي عامر، وتقع غرب بلدية سيدي عامر 
تشتهر بالزراعة حيث أن 90% من مساحة الخرزة تحوي الزراعة فقط تعتبر هذه الأخيرة الممول لدائرة سيدي عامر بدرجة أولى كما أنها تمول لعديد المدن المجاورة لها على غرار بلدية امجدل 
كما أنها تعتبر من بين أفضل المناطق في مجال الزراعة بالجزائر نظرا لتربيتها الخصبة وأصبحت مقصد لعديد المستثمرين في مجال الزراعة، تحوي منطقة الخرزة على العديد من المدارس والمساجد.